# Rhynchodoras
Rhynchodoras is een geslacht van straalvinnige vissen uit de familie van de doornmeervallen (Doradidae).

## Soorten
- Rhynchodoras castilloi Birindelli, Sabaj Pérez & Taphorn, 2007
- Rhynchodoras woodsi Glodek, 1976
- Rhynchodoras xingui Klausewitz & Rössel, 1961